# 席拉芬娜·帕可拉
席拉芬娜·帕可拉（英語：Serafina Pekkala）是英國作家菲力普·普曼小說《黑暗元素三部曲》中的主要配角之一，她是萊拉的世界中恩納拉湖區女巫部落的女王，十分漂亮，有著一頭金髮，年齡達三百多歲。在三部曲中多次幫助女主角萊拉·貝拉克。

## 人物生平
席拉芬娜·帕可拉的守護精靈是名叫凱薩的鵝，跟所有女巫及其守護精靈一樣，帕可拉和凱薩擁有可以分隔千里之外的能力。
一次，帕可拉被一隻紅色大鳥（可能是另一女巫的守護精靈）攻擊，掉進沼澤裡差點身亡，但年輕的吉普賽人法德·克朗射殺了大鳥，救出帕可拉。為了報答救命之恩，帕可拉告訴克朗只要他需要幫助時，就可以招喚她。他們兩人彼此相愛，帕可拉幾乎為了克朗放棄一切，成為他的妻子，直到他們的小孩因傳染病而夭折，使得兩人深受打擊，心碎的帕可拉回到了自己的女巫部落，多年後成為女王。
四十年後，帕可拉帶領部下的女巫協助約翰·法和法德·克朗的吉普賽人攻擊波伐格，救出被奉獻委員會誘拐的兒童。她自己則與熱氣球飛行員李·史科比一同將萊拉·貝拉克、羅傑·帕斯洛和武裝熊歐瑞克·拜尼森帶離戰場，但途中因熱氣球遭峭壁鬼族攻擊，帕可拉、史科比和其他人失散。
其後，帕可拉招集了自己部族的女巫開會，並與史科比及拉維安女巫部族女王盧塔·絲卡荻決定下一步的做法。最終帕可拉與一些女巫穿越此前艾塞列公爵在北方打開的巨大裂口，來到了充滿幽靈的喜喀則世界，她們在喜喀則城市內找到了萊拉和同伴威爾·派里，把他們兩人從一群憤怒的小孩中解救出來，並與之同行了一陣子。
在第三部曲《琥珀望遠鏡》中，帕可拉發現其盟友李·史科比已被教誨權威的軍隊殺死，於是她回到自己的世界找到已當上熊王的歐瑞克·拜尼森，將事件始末都告訴了他。之後某個時候，帕可拉從一位名叫賽芬娜爾的叛變天使口中得知了不少知識。當艾塞列公爵軍隊與天國、教會軍隊之間的戰役結束，萊拉和威爾在謬爾發的世界和瑪麗·瑪隆博士（來自威爾的世界）在一起時，帕可拉也來到了那裡，跟萊拉和威爾兩人的守護精靈講了不少事，並結識了瑪麗·瑪隆。最後，帕可拉陪萊拉一起送威爾和瑪隆博士回到他們自己的世界。

## 創作
原著作者普曼曾表示「席拉芬娜·帕可拉」這個名字是來自於芬蘭赫爾辛基的電話簿。

## 改編
在2003年首播的《黑暗元素三部曲》舞台劇版本，由妮雅姆·库萨克飾演席拉芬娜·帕可拉。
在2007年電影《黃金羅盤》中，由法國女演員伊娃·葛林飾演席拉芬娜·帕可拉。伊娃·葛林形容這個角色比考爾特夫人還要更像萊拉的母親。
在2019年開播的電視劇《黑暗元素三部曲》中，由露塔·格德米納斯飾演席拉芬娜·帕可拉。